# Pliszcza
Pliszcza – dawna wieś na Białorusi, w obwodzie grodzieńskim, w rejonie wołkowyskim, w sielsowiecie Krasne Sioło. Leżała około 2 km na północny zachód od Niewierowiczów.
W dwudziestoleciu międzywojennym miejscowość leżała w Polsce, w województwie białostockim, w powiecie wołkowyskim, w gminie Piaski. 16 października 1933 utworzyła gromadę w gminie Piaski. Po II wojnie światowej weszła w struktury ZSRR.
Obecnie po wsi nie pozostało nic.